# Julio Herrera y Reissig
Julio Herrera y Reissig (Montevideo, 9 gennaio 1875 – Montevideo, 18 marzo 1910) è stato un poeta, drammaturgo e saggista uruguaiano.

## Biografia
Discendente da una famiglia nobile ed agiata, Herrera y Reissig seguì un percorso di studi, prevalentemente, presso le scuole religiose sia nel suo Paese sia in Europa, a Parigi e a Madrid,
terminato il quale intraprese qualche attività impiegatizia.
Ma tutta la sua breve esistenza e la sua carriera letteraria risultarono indubbiamente segnate da una grave malformazione cardiaca, che lo influenzò nello stile di vita, nelle abitudini, nelle emozioni, nelle idee, nei sentimenti sin dalla prima infanzia, costringendolo ad abbandonare gli studi superiori ed a limitare i suoi spostamenti  ed i suoi viaggi.
Nei suoi versi della poesia La vida sono racchiusi le chiavi di lettura e di interpretazione del suo pensiero e delle sue opere: <<Sopra il cielo metafisico vi è un cuore di suicida, aritmico e fraterno>>.
A causa di questo grave handicap, Herrera y Reissig si ritirò pressoché tutta la vita sulla terrazza della sua splendida abitazione, sovrastante gran parte di Montevideo, che si trasformò ben presto in un attivissimo centro culturale frequentato da un buon numero di intellettuali e letterati, appassionati soprattutto delle ultime tendenze culturali mondiali.
Proprio in questa terrazza si originò la corrente modernista, neoreomantica e simbolista del suo Paese, osteggiata da gran parte della cultura uruguayana.
Herrera y Reissig ricevette le sue maggiori influenze dalle assidue letture di Baudelaire, Samain, Laforgue, D'Annunzio, Rubén Darío, Leopoldo Lugones, J.del Casal, J.A.Silva.
Lo stile ed i contenuti delle sue poesie si caratterizzarono per la continua ricerca di verità interiore ed inconscia, per l'originalità linguistica, per la creatività immaginifica, per la sperimentazione formale e metrica.
Queste sue qualità lo resero un punto di riferimento anche per i poeti delle generazioni successive, da Lorca ad Alberti, perché fu un precursore ed un anticipatore di tendenze, quali l'Ultraismo ed il creazionismo ispanico.
Questi elementi furono presenti nelle raccolte Los maitines de la noche, (1903),  Los éxtasis de la montaña (1904), nella pre-surrealista Tertulia lunática (1909), in  Los maitines de la noche (1902) e in La manzanas de Amarilys (1909).
Non mancarono nel suo bagaglio letterario anche 'puntate' verso l'esotismo, come nei Sonetos de Asia e verso il Decadentismo, come nei Parques abandonados (1908), sempre connotate da profonda partecipazione emotiva nel 'discorso' della Natura e da un completo e personale utilizzo delle potenzialità dei suoni, delle immagini e delle percezioni.

## Opere

### Raccolte
- Canto a Lamartine, (1898).
- Epílogo wagneriano a La política de fusión, (1902).
- Las pascuas del tiempo, (1902).
- Los maitines de la noche, (1902).
- La vida, (1903).
- Los parques abandonados, (1902-1908).
- Los éxtasis de la montaña, (1904-1907).
- Sonetos vascos, (1908).
- Las clepsidras, ( 1909).
- La torre de las esfinges, (1909).
- Los peregrinos de piedra, (1909).
- La torre de marfil.
- Poesías completas, (1913, postuma).
- Páginas en prosa, (1961, postuma).

### Poesíe
In ordine alfabetico
- Desolación absurda.
- El canto de las horas.
- El canto de los meses.
- Fiesta popular de ultratumba.
- La gran soirée de la elegancia. La danza de los meses y de las horas. Galanterías eternas.
- Llegada de los meses y de las horas.
- Numenì.
- Recepción instrumental del gran polígloto Orfeo.
- Su majestad el tiempo.
- Terminación de la fiesta. Despedidas y quejas. Llueve. Desfile de la concurrencia.
- Tertulia lunática.

### Sonetti
In ordine alfabetico
- Amor sádico.
- Bostezo de luz.
- Bromuro.
- Buen día.
- Canícula.
- Claroscuro.
- Claroscuro (II).
- Consagración.
- Decoración heráldica.
- Dominus vobiscum.
- Ebriedad.
- El abrazo pitagórico.
- El alba.
- El almuerzo.
- El ama.
- El ángelus.
- El baño.
- El burgo.
- El consejo.
- El cura.
- El despertar.
- El dintel de la vida.
- El domingo.
- El entierro.
- El espejo.
- El genio de los campos.
- El guardabosque.
- El labrador.
- El monasterio.
- El regreso.
- El secreto.
- El teatro de los humildes.
- Epitalamio ancestral.
- Exhalación suprema.
- Éxtasis.
- Fecundidad.
- Fiat lux.
- Galantería ingenua.
- Génesis.
- Idealidad exótica.
- Idilio.
- Idilio espectral.
- Iluminación campesina.
- Invierno.
- Julio.
- La casa de Dios.
- La casa de la montaña.
- La cátedra.
- La cena.
- La dicha.
- La escuela.
- La estrella del destino.
- La flauta.
- La granja.
- La huerta.
- La iglesia.
- La llavera.
- La misa cándida.
- La noche.
- La procesión.
- La siega.
- La siesta.
- La sombra dolorosa.
- La velada.
- La vendimia.
- La vuelta de los campos.
- La zampoña.
- Las horas graves.
- Las madres.
- Los carros.
- Los perros.
- Meridiano durmiente.
- Neurastenia.
- Nirvana crepuscular.
- Otoño.
- Panteo.